# Stefánia belga királyi hercegnő
Belgiumi Stefánia (hollandul: Stefanie van België, franciául: Stéphanie de Belgique; 1864. május 21. – Pannonhalma, 1945. augusztus 23.) a Szász–Coburg–Gothai-házból származó belga királyi hercegnő, II. Lipót belga király és Habsburg–Nádori Mária Henrietta leánya, aki Habsburg–Lotaringiai Rudolf osztrák–magyar trónörökös hitveseként az Osztrák–Magyar Monarchia trónörökösnéje, majd második házassága révén Lónyay Elemér feleségeként nagylónyai és vásárosnaményi hercegné.

## Élete

### Származása, ifjúkora, testvérei
Stefánia királyi hercegnő édesapja II. Lipót belga király (1835–1909), édesanyja Mária Henrietta királyné (szül. Habsburg–Lotaringiai Mária Henrietta Anna főhercegnő, 1836–1902) volt. Stefánia hercegnő a belga királyi család harmadik gyermekeként született. Nővére, Lujza hercegnő (Louise Marie Amélie von Sachsen-Coburg und Gotha, 1858–1924), bátyja Lipót (Leopold) herceg (1859–1869) volt. Anyai nagyapjuk József nádor (Habsburg–Toscanai József Antal János főherceg, 1776–1847) volt.
Stefániának és nővérének, Lujzának nehéz gyermekkora volt. Édesanyjuk nem szerette férjét, és semmilyen érdeklődést nem tanúsított férjétől való gyermekei iránt. Édesapjuk, Lipót sem töltötte idejét két leányával. A gyermekek szigorú fegyelemben nevelkedtek, hogy jellemük megszilárduljon, ennek eredményeként Stefánia bátyja, Lipót herceg 10 éves gyermekként meghalt. A herceg halála után a szülők új trónörökösről kívántak gondoskodni, de egy harmadik leányuk született, Klementina hercegnő (Clementine Albertine Marie Leopoldine, 1872–1955).
A legidősebb nővér, Lujza hercegnő 1875-ben, 17 évesen ment férjhez Ferdinánd Fülöp szász–coburg–gothai herceghez (1844–1921). Stefánia hercegnő is félig még gyermek volt, amikor a bécsi és brüsszeli királyi udvarok már tárgyaltak a férjhez adásáról. (Legkisebb húguk, Klementina hercegnő csak apja, II. Lipót király halála után, 1910-ben mehetett férjhez Napoléon Victor Jérôme Frédéric Bonaparte herceghez (1862–1926), Jérôme Bonaparte egyik unokájához).

### A Habsburg trónörökös feleségeként
Rudolf trónörökös, az Osztrák–Magyar Monarchia trónörököse, I. Ferenc József császár és király fia, akit szülei sürgettek, hogy házasodjon meg, 1880. március 5-én Brüsszelbe érkezett, hogy megismerkedjen Stefánia hercegnővel. Rudolfot azért akarták a belga királyleánnyal összeházasítani, mert más katolikus uralkodócsaládban nem találtak megfelelő rangú jelöltet. Az eljegyzést a két udvar már néhány nappal a megismerkedés után bejelentette.
Az esemény fotótörténeti szempontból döntő jelentőségű dátum volt a Vasárnapi Ujság életében is. A lap – fennállása óta először – Stefánia hercegnőről készült fényképmellékletet küldött ajándékba az előfizetőinek, első ízben téve kísérletet arra, hogy a fényképet direkt módon megjelenítse.
József föherczeg kegyes volt lapunk számára megküldeni a fényképet, melyet, saját kifejezése szerint, „húgától kapott, egyelőre mint unikumot”, – az első levonatok egyikét, melyek Stefánia herczegnő fényképi fölvételéből az uralkodócsalád tagjai között osztattak szét, mielőtt még a fényképek a közönség közé kerültek volna. Mi megköszönve ez annyi ra szokatlan és lekötelező figyelmet, melyet a föherczeg lapunk iránt tanusitani szives volt, azonnal kérdést tettünk, hogy miután mi a leendő magyar királyné arczképét lehető hiven óhajtanok a magyar közönség kezébe juttatni: nem ütközik-e nehézségekbe, ha mi az arczképét a hűséget leginkább biztositó fényképi másolatban adnók a „Vasárnapi Újság” melléklete gyanánt.

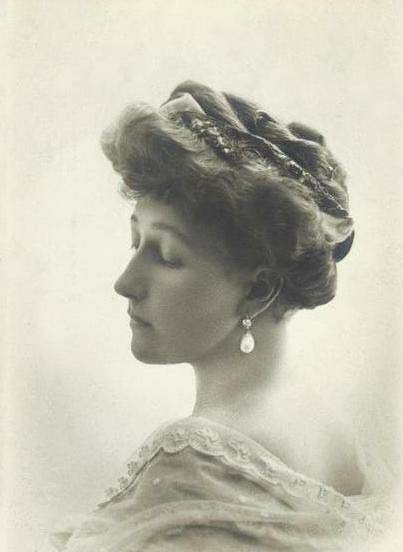
Stefánia hercegnő
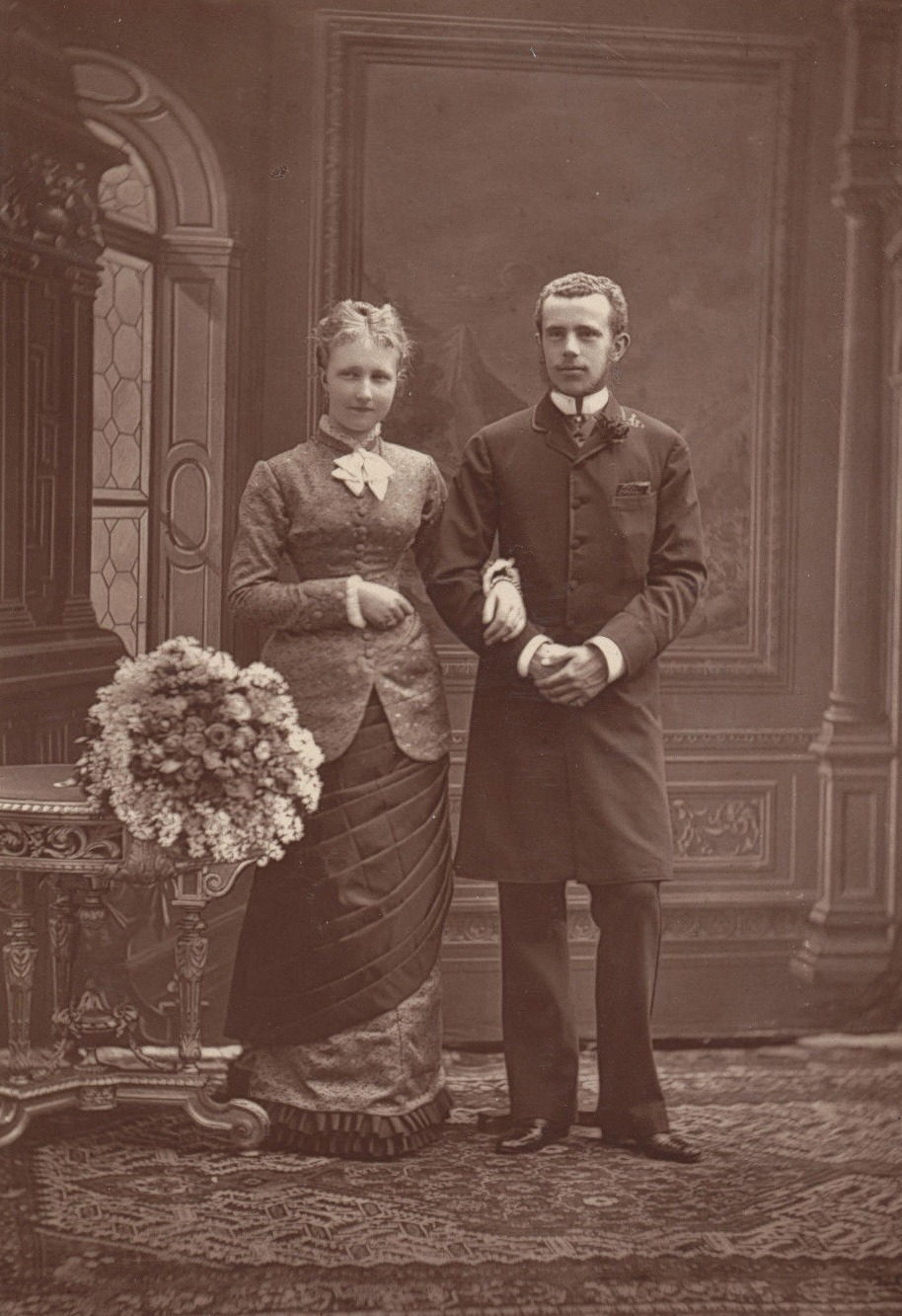
Rudolf és Stefánia, eljegyzési kép
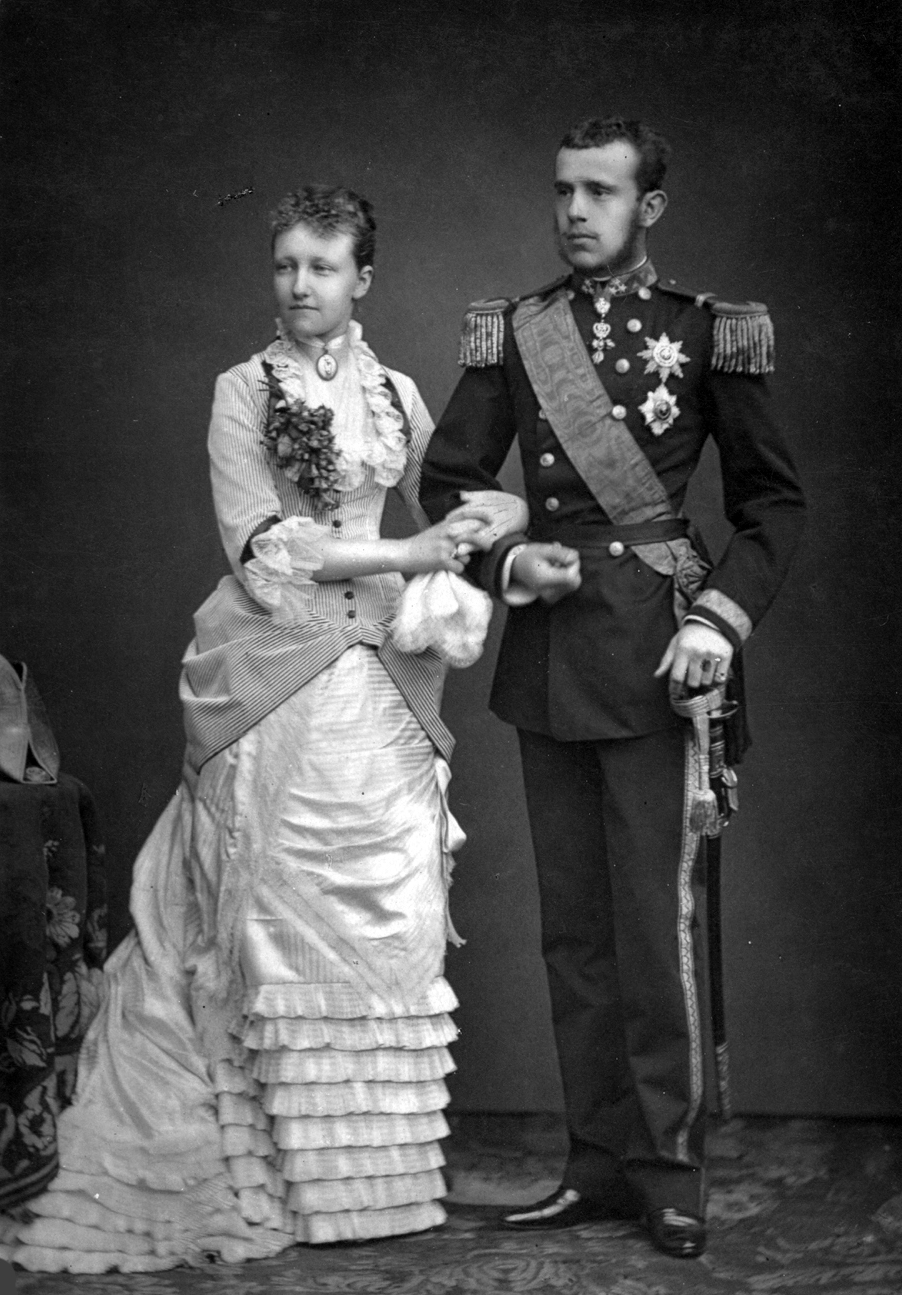
Rudolf és Stefánia, esküvői fénykép
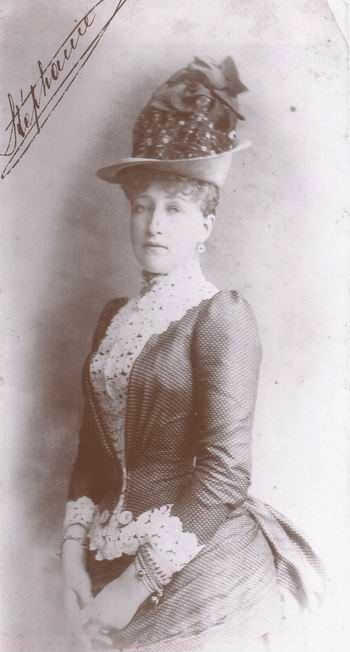
Stefánia, 1890-ben
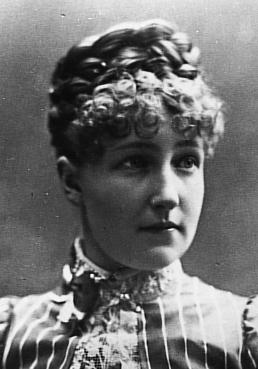
Stefánia özvegy hercegné

1881. május 10-én, 17 éves korában, Stefánia hercegnő Bécsben feleségül ment Rudolf trónörököshöz, ezzel osztrák főhercegnéi rangra emelkedett. A császári esküvőn megjelent magas rangú vendégek között volt Edward herceg, Nagy-Britannia trónörököse, a jövendő VII. Edward király és unokaöccse, Hohenzollern Vilmos német trónörökös herceg, a későbbi II. Vilmos császár is.
Két ellentétes temperamentumú fiatal kötötte össze életét. Rudolf kiemelkedően intelligens, liberális szabadgondolkodó, mindenfajta konvenciótól mentes, impulzív és túlérzékeny lélek, míg Stefánia komoly, formákhoz mereven ragaszkodó, kevéssé intelligens, unalmasabb személyiség volt. A házasság első évei még boldogan teltek. Stefánia lelkiismeretesen végezte a trónörökös feleségeként reá háruló protokolláris és társadalmi feladatokat, amivel kivívta császári apósa elismerését is. Édesanyjához hasonlóan rajongott a zenéért. Naponta több órán át zongorázott vagy hárfázott, és gyakran játszatott magának hivatásos hárfással. Hetenként többször megjelent színházi előadásokon is. Zenei hozzáértésével és művészeti adományaival tiszteletet szerzett magának sokfelé.
1883-ban leánya született, Erzsébet Mária főhercegnő (1883–1963), akit még az osztrák családtagok is magyar becenevén, „Erzsinek” hívtak. Az uralkodó és a trónörökös által nagyon várt fiúgyermek születése azonban elmaradt. Ennek legvalószínűbb oka az volt, hogy Rudolf főherceg, akinek különféle prostituáltakkal (többek között Mizzi Kasparral) voltak kapcsolatai, nemi betegséggel fertőzte meg feleségét, amely az asszonynál meddőséget okozott. A házasfelek elhidegültek egymástól, érzelmi kapcsolatuk megszűnt, válásuk lehetősége is felmerült.
A bécsi udvar nőtagjai Stefánia főhercegnét sohasem kedvelték. Háta mögött ellenségesen „hideg szőkeségnek” nevezték. Még anyósa, Erzsébet császárné és királyné, akinek pedig fiatalasszony korában magának is meg kellett küzdenie anyósa, Zsófia főhercegné lenézésével és gyűlöletével, saját menyét ugyanolyan szívtelen módon „elefánt”nak hívta, vagy „Trampeltier”-nek, ami „tevét” és „tramplit” is jelentett.
Rudolf koronaherceg 1889. január 30-án az alsó-ausztriai Mayerlingben, máig vitatott körülmények között életét vesztette. Az uralkodó család hivatalos állásfoglalása szerint Rudolf pillanatnyi elmezavarában megölte szeretőjét Vetsera Mária bárónőt, majd maga is öngyilkosságot követett el. Stefánia főhercegné 25 évesen megözvegyült. Kislányát, Erzsébet Mária főhercegnőt („Erzsit”) a nagyapja, Ferenc József császár, Stefánia apósa vette gondjaiba.

### Özvegységben
Férjének öngyilkossága összetörte Stefániát. Helyzetét súlyosbították az uralkodócsalád és a bécsi udvari körök vádaskodásai, akik őt magát is hibáztatták a szerencsétlenség bekövetkezéséért. Az özvegy Stefánia főhercegné – akárcsak a fiát elvesztő anyós, Erzsébet császárné – véget nem érő utazgatásokba kezdett, hogy Rudolf elvesztését kiheverje, és az udvar szemrehányásaitól elmenekülhessen. Anyósához hasonlóan ő is különféle álnevek alatt utazgatott (Lacroma, Eppan vagy Gondrecourt grófnő, Lady Bonchurch stb.). Gyakran és hosszasan időzött Belgiumban nővérénél, Lujza hercegnőnél és fiatal húgánál, Klementina hercegnőnél. Ha csak lehetett, távol maradt Bécstől. Férje halálával helyzete a bécsi udvarban jelentéktelenné zsugorodott. Csupán özvegy trónörökösné lett, reprezentációs kötelezettségek nélkül.
Később apja, Lipót király és apósa, Ferenc József császár megpróbálták Stefániát az új trónörököshöz, Habsburg–Lotaringiai Ferenc Ferdinánd osztrák–magyar trónörököshöz férjhez adni, hogy ezzel megakadályozzák a főherceg rangon aluli házasságát Chotek Zsófia grófnővel. E próbálkozások sikertelenek maradtak.

### Második házassága

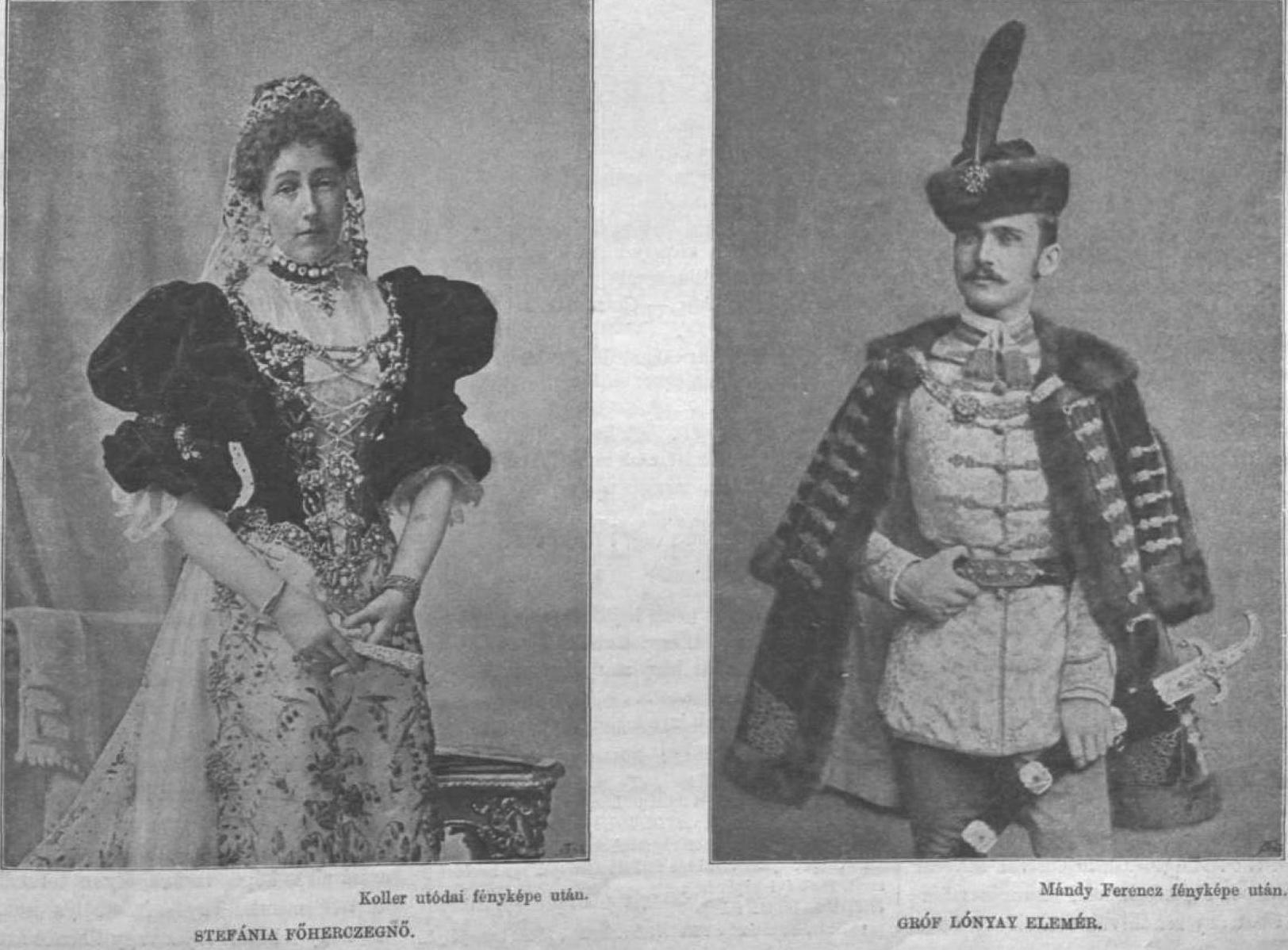
Kép a Vasárnapi Ujság 12. számából.„Az esküvő a remek szépségű miramarei kastélyban ment végbe, mely egykor Miksa főherczegnek, mielőtt mexikói császárrá lett, oly kedves tartózkodási helye volt, s a melyet Stefánia főherczegasszony is különösen kedvelt. Itt, hova a természet minden szépségeit pazarul összehalmozta, kívánt belépni az új életbe, melynek útját szíve érzelmei nyitották meg.”

Stefánia azonban megismerkedett nagylónyai és vásárosnaményi Lónyay Elemér magyar gróffal (1863–1946). Egymásba szerettek. 1900. március 22-én, tizenegy évi özvegység után a Trieszt melletti Miramare-kastélyban Stefánia feleségül ment Lónyay grófhoz. Ehhez le kellett mondania osztrák főhercegnéi rangjáról és címéről. Ez a lépés végleges szakításhoz vezetett apjával, II. Lipót belga királlyal. Stefánia életében azonban boldog időszak kezdődött ezzel a házassággal, amelyet soha nem kellett megbánnia.
A házaspár a Magyar Királysághoz tartozó Oroszvárra, a Lónyay-kastélyba költözött. (A Duna déli partján fekvő község 1947-ben Csehszlovákiához került, ma Rusovce néven Pozsony elővárosa). A nyarakat a Sárospatakhoz közeli Bodrogolaszi Lónyay-kastélyban töltötték. Stefánia szerette a természetet, a kastélyparkokban sok kertet és virágültetvényt telepített. Vadászatokat is rendeztek, és gyakran vendégeskedett náluk a trónörökös, Ferenc Ferdinánd főherceg, feleségével, Hohenberg Zsófia hercegnővel. Zsófia, akinek a főherceggel rangon alul kötött házasság miatt a bécsi udvarban sok megaláztatást és mellőzöttséget kellett elviselnie, a Lónyay-birtokon mindig szívesen látott vendég volt.

### Családi viták Belgiumban
1902-ben édesanyja, Mária Henrietta belga királyné elhunyt. Stefánia Brüsszelbe utazott a temetésre. Amikor azonban anyja koporsójánál búcsút akart volna venni, apja kikergette a kápolnából. Anyja öröksége csupán 50 000 belga frankot tett ki, ezt mindenekelőtt Stefánia teljesen eladósodott nővérének, Lujza hercegnőnek hitelezői nem akarták elhinni, hiszen II. Lipót király milliárdokat keresett Belga Kongó gátlástalan kiaknázásával, amely ekkor még nem az állam, hanem a király saját magánbirtoka volt. Lujza hercegnő és hitelezői, Stefániával közösen pert indítottak apjuk ellen az anyai örökségért, de veszítettek.
Amikor Stefánia másodszor is férjhez ment, kapcsolata egyetlen gyermekével, az első házasságából született Erzsébet Mária főhercegnővel gyakorlatilag megszakadt. Mivel az anya kivált a császári házból, gyermekét ott kellett hagynia Bécsben. Viszonya leányával súlyosan megromlott. Az uralkodó család légkörében nevelt „Erzsi” is anyját kezdte hibáztatni a „mayerlingi tragédiáért”. Súlyosan megsínylette az anya és apa nélküli nevelkedést, akaratos és elkényeztetett teremtéssé vált, később szerencsétlen házasságot kötött a nála rangban alacsonyabb Otto von Windisch-Grätz herceggel, akitől 1914-ben elvált. Az Osztrák–Magyar Monarchia bukása után a szociáldemokrácia hívéül szegődött, „vörös hercegnőnek” nevezték.

### Utolsó évei
1917. február 9-én IV. Károly király Lónyay Elemér grófot hercegi (Fürst) rangra emelte. Lónyay Stefánia grófné hivatalos címe ezzel Lónyay hercegné lett (Stephanie Fürstin von Lónyay de Nagy-Lónya et Vásáros-Namény).
1937-ben Stefánia megjelentette emlékiratait, „Ich sollte Kaiserin werden” (kb. „Császárnévá lehettem volna”) cím alatt. A könyv, bár Ausztriában nagy botrányt kavart, nagy sikert aratott, több nyelvre is lefordították.
A második világháború végén a Lónyay hercegi párnak menekülnie kellett a Magyarországot megszálló szovjet Vörös Hadsereg katonái elől. A Pannonhalmi Bencés Főapátságban kaptak menedéket, ahol Kelemen Krizosztom főapát (1884–1950) bújtatta őket, más menekültekkel együtt. Birtokaikat és műkincseiket az apátságra hagyományozták. Stefánia itt hunyt el, 1945. augusztus 23-án, 81 éves korában. Férje egy évvel később halt meg Budapesten. Mindkettőjüket a főapátsági templom kriptájában helyezték végső nyugalomra.

### Utóélete

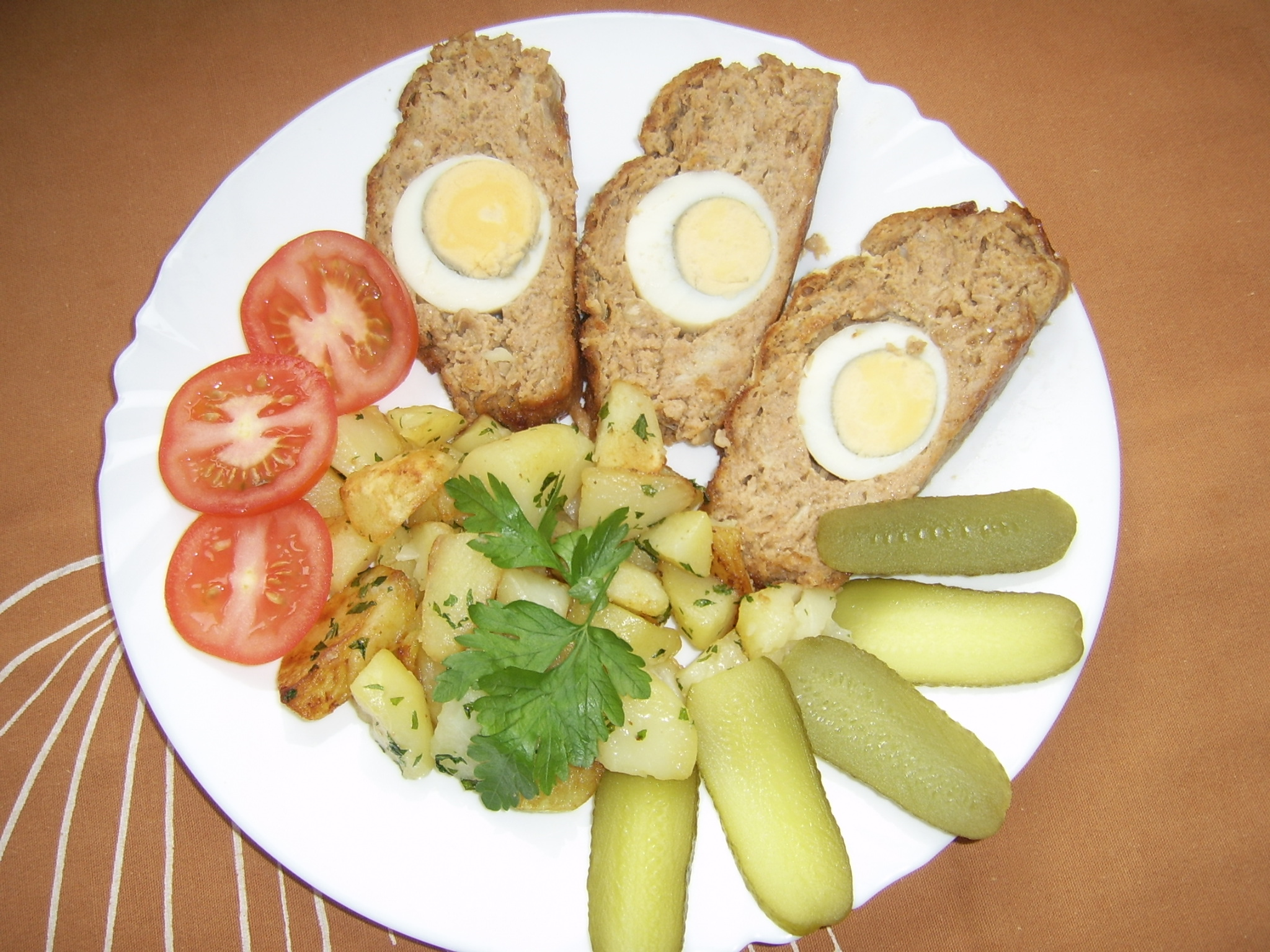
„Stefánia vagdalt”, amely a hercegné nevét viseli. A „Stefánia módra” készített főételek közös jellemzője, hogy valamilyen formában beledolgozott főtt tojást tartalmaznak

Az Osztrák–Magyar Monarchia országaiban több intézmény, utca is Stefánia főhercegné nevét viselte:
- A Graz-Mariatrost-i fennsíkon lévő Stephanienwarte csillagvizsgáló (férje, Rudolf hozzájárulásával)
- 1915. június 13-án Budapesten Stefánia belga királyi hercegnő védnökségével megszületett az „Országos Stefánia Szövetség az Anyák és Csecsemők Védelmére", és ezen belül a Védőnői Szolgálat. Heim Pál kezdeményezésére a gondozóképzést a Stefánia Szövetség indította el a Központi Védőnőképző Iskolában, 1916-ban.
- A karlsbadi Kronprinzessin-Stephanie-Warte csillagvizsgáló (ma Karlovy Vary, Csehország)
- A bécsi Kahlenbergen épült Stephaniewarte csillagvizsgáló
- Budapesten, a zuglói Stefánia út (korábban Corso út, 1945-től 1962-ig Vorosilov út, 1990-ig Népstadion út volt, egy szakasza 1987-től máig Olof Palme sétány).
- A „220 Stephania” nevű aszteroida (Johann Palisa osztrák csillagász, 1881)

„Mindig az volt a szándékom és vágyam, hogy szociális berendezkedések területén valamely művet alkossak, amely erős, egészséges nemzedék megteremtését szolgálja, a nép jólétét veszélyeztető egészségtelen, erkölcstelen állapotokat orvosolja, olyan intézményt, amely a családi élet jólétét erősíti, folyvást gyümölcsöket terem városokban, falvakban, a védelem minden jótéteményét a gondoskodást az anyákról és a csecsemőkről lehetővé teszi.”
A Lónyay Elemér herceg feleségeként Magyarországon élt Stefánia hercegnő igen kedvelte az országot és a magyar konyhát. Számos új ételvariációval gazdagította a magyar gasztronómiát, az ételek egyik fő sajátossága a főtt tojással való töltés volt, melyek mindmáig az ő nevét viselik: „Stefánia vagdalt”, „Stefánia rizottó”, „Stefánia fészek”, „Stefánia felfújt” és „Stefánia torta”. A „Stefánia módra” készített főételek közös jellemzője, hogy valamilyen formában beledolgozott főtt tojást tartalmaznak.
Oroszvár községet az 1947-es párizsi békeszerződésben Csehszlovákiához csatolták. Az 1920-as trianoni határ az Oroszvár és Pozsonyligetfalu közötti Köpcsény kataszteri területén húzódott, Oroszvár 1947-ig Magyarországhoz tartozott. 1947-ben a csehszlovák állam egy, a Beneš-dekrétumok alapján elfogadott törvényre hivatkozva elkobozta a „magyar nemzetiségű belga királyi hercegnő” ingatlanjait. Valószínű, hogy a csehszlovák hatóságok az elkobozhatóság érdekében minősítették a belga királyi család tagját magyar (azaz ellenséges) nemzetiségűnek. De ekkorra az ingatlanok tulajdonosa már nem az elhunyt hercegi pár, hanem a jogos örökös, a Pannonhalmi Főapátság volt. A Csehszlovákia által jogtalanul elkobzott magyar egyházi tulajdon visszaszerzésére (restitúciójára) a jogos örökös 2003-ban a jogutód államban, Szlovákiában pert indított.
1888-ban Rudolf trónörökös és Stefánia barátja, gróf Teleki Sámuel első európaiként fedezte fel Afrikában a Turkana- és Csev-Bahir-tavakat, melyeket a hercegi pár után Rudolf, illetve Stefánia névre keresztelt.

## Szakirodalom
- Borovi Dániel – Vér Eszter Virág: A trónörököspár év végi ünnepi szokásairól (1881-1882). Napi Történelmi Forrás 2021. január 6.
- Hamann, Brigitte: Rudolf trónörökös (ford.: Kajtár Mária) Budapest, Európa, 2008
- Teleki András: „Császárnénak szántak” – egy hiánypótló memoár bemutatója. Újkor.hu 2017. június 1.
- Iramgard Schiel: Stephanie – Kronprinzessin im Schatten von Mayerling
- Szalvendy János: Rudolf – Egy lázadó Habsburg lélektani tükörben (ford.: Hárdi Lilla) Budapest, Medicina, 2008
- Katrin Unterreiner: Kronprinz Rudolf: Ich bin andere Wege gegangen – Eine Biografie. Wien, Styriabooks, 2008
- Vér Eszter Virág: Sisi fiának különös házassága és korai halála. wmn.hu 2019. június 17.
- Vér Eszter Virág: Rudolf trónörökös különös házassága. Újkor.hu 2019. július 26.
- Vér Eszter Virág: Rudolf trónörökös halála és emlékezte. Újkor.hu 2017. január 30.

## További információ
- Stefánia hercegnő arcképe a Pannonhalmi Bencés Főapátsági képtárban:

## Szépirodalom, lektűr
- Bart István: A boldogtalan sorsú Rudolf trónörökös.”Szerelmi regény”. Budapest, Európa, 2017
- Friedrich Weissensteiner: Rudolf trónörökös és a nők, Erzsébet császárnétól Vetsera Máriáig (ford.: Rónaszegi Éva) Budapest, Sziget, 2005
- Martina Winkelhofer: Finom kis társaság. Botrányok Európa királyi és császári házaiban (ford.: Almássy Ágnes) Budapest, Gabo, 2015

## Játékfilm
- Mayerling, 1936, rendező: Anatole Litvak. Stefánia főhercegnét Yolande Laffon, Rudolf trónörököst Charles Boyer, Marie von Vetsera bárónőt Danielle Darrieux, Ferenc József császárt Jean Dax, Erzsébet császárnét Gabrielle Dorziat alakította.
- Mayerling, 1968, rendező: Terence Young. Stefánia főhercegnét Andréa Parisy, Marie von Vetsera bárónőt Catherine Deneuve, Marie von Larisch grófnőt Geneviève Page, Mitzi Kaspart Fabienne Dali, Rudolf trónörököst Omar Sharif, Ferenc József császárt James Mason, Erzsébet császárnét Ava Gardner alakította.
- Kronprinz Rudolf, osztrák–német–francia–olasz TV-film, 2006, rendező: Robert Dornhelm. Stefánia főhercegnét Daniela Golpashin, Marie von Vetsera bárónőt Vittoria Puccini, Marie von Larisch grófnőt Julia Cencig, Mitzi Kaspart Birgit Minichmayr, Rudolf trónörököst Max von Thun, Ferenc József császárt Klaus Maria Brandauer, Erzsébet császárnét Sandra Ceccarelli alakítja.